# Auliʻi Cravalho
Auliʻi Cravalho   (Kohala, 22 de novembre de 2000) Chloe Auliʻi Cravalho, és una actriu i cantant estatunidenca que va debutar com a veu del personatge principal al llargmetratge musical animat per ordinador de Disney del 2016 Vaiana. Va continuar protagonitzant la sèrie dramàtica de la NBC Rise, la pel·lícula dramàtica de Netflix All Together Now i la comèdia romàntica de Hulu Crush.

## Biografia
Cravalho va néixer a Kohala, Hawaii, filla de Cathleen Puanani Cravalho, d'ascendència nativa hawaiana, i Dwayne Cravalho, d'ascendència mixta. En el moment en què va fer el seu debut, vivia a Mililani, Hawaii amb la seua mare i estava al primer any de secundària, cantant soprano al Glee Club del campus de Kapālama de Kamehameha Schools.

## Carrera
Cravalho ha declarat que inicialment no anava a fer una audició per a Vaiana perquè "ja hi havia tantes candidates fantàstiques que no pensava que hagués de provar-ho". No obstant això, un agent de talent d'Oahu la va descobrir a través d'un concurs de vídeos benèfic i la va portar a Los Angeles per fer una audició per al paper. La directora de càsting Rachel Sutton ha afirmat que Cravalho va ser l'última persona a fer una audició entre centenars d'actrius.
El febrer de 2017, es va anunciar que havia estat elegida per al pilot del drama de la NBC Rise. La sèrie es va estrenar el 13 de març de 2018, però la NBC va cancel·lar la sèrie el 15 de maig. 2018, a causa de les baixes valoracions.
El novembre de 2017, Cravalho va anunciar que repetiria el seu paper de veu de Vaiana al doblatge en llengua hawaiana, es va estrenar el 10 de juny de 2018 i va ser la primera pel·lícula de Disney doblada en aquesta llengua.
El 5 de novembre de 2019, Cravalho va interpretar a Ariel a The Little Mermaid Live! d'ABC, una interpretació en directe de La Sireneta. El 2020, va protagonitzar All Together Now, dirigida per Brett Haley per a Netflix.
El 2020, Cravalho va participar en Acting for a Cause, una obra clàssica en directe i una sèrie de lectura de guions creada, dirigida i produïda per Brando Crawford. Cravalho va interpretar Gwendolen Fairfax a La importància de ser Frank, Laertes a Hamlet, Lady Catherine a Pride and Prejudice i Jeannie Bueller a Ferris Bueller's Day Off. La lectura va recaptar fons per a organitzacions benèfiques sense ànim de lucre, inclòs el Mount Sinai Medical Center.
El 2022 va aparéixer a la comèdia romàntica de Hulu Crush, al costat de Rowan Blanchard.
Cravalho va ser elegida com el personatge principal, Hailey, a la sèrie animada de comèdia i aventures Hailey's On It!, que s'estrenarà el 2023.

## Vida privada
L'abril de 2020, Cravalho es va presentar públicament com a bisexual. El juny de 2021, Cravalho va anunciar que va ser acceptada a la Universitat de Colúmbia i, posteriorment, va revelar que pensava estudiar ciències ambientals.